# Elektrum

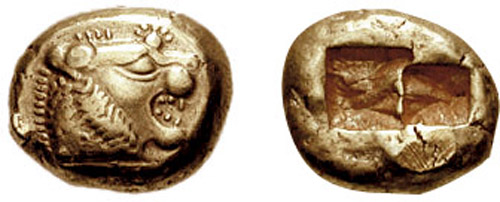
Statér z elektronu (Lydie, 6. stol. př. n. l.)

Élektrum (známé také jako Élektron) je přirozeně se vyskytující slitina ze zlata a stříbra, se stopovým množstvím mědi a dalších kovů. Je také tvořeno uměle. Jeho barva se pohybuje od bledě až po jasně žlutou v závislosti na podílu zlata a stříbra. Obsah zlata přirozeně se vyskytujícím v élektru v novodobé západní Anatolii se pohybuje od 70 % do 90 %, na rozdíl od 45-55 % podílu v élektru ze starověké Lýdie, přestože jde o stejnou geografickou oblast. To naznačuje, že jeden z důvodů ražby mincí v této oblasti bylo zvýšení zisku z ražebného vydáním měny s nižším obsahem zlata než je v oběhu běžné.
Élektrum bylo známo již ve třetím tisíciletí př. n. l. v egyptské Staré říši, kde bylo někdy užíváno na vnější vrstvy Pyramidií na vrcholu egyptských pyramid a obelisků.
Élektrum bylo také používáno k výrobě starověkých mincí.

## Název
Élektrum je latinská forma slova ἤλεκτρον (élektron). Je uvedeno v Odyssee, kde je popsáno jako kovová látka sestávající ze zlata slitého se stříbrem. Stejné slovo se používalo pro jantar, zřejmě kvůli světle žluté barvě některých odrůd, a také díky elektrostatickým vlastnostem jantaru, ze kterých jsou také moderní slova „elektřina“ a „elektron“.

## Složení
Élektrum je složeno převážně ze zlata a stříbra v různém poměru, někdy se stopami mědi, platiny a dalších kovů. Díky tomu je dobrý elektrický vodič.
Analýza složení élektra v mincích z doby asi 600 př. n. l. ukazuje, že obsah zlata v mincích z města Phocaea v západní Anatolii činí 55,5 %. V raně klasickém období byl podíl zlata od 46 % v Phokaia do 43 % v Mytiléné. V pozdější ražbě kolem 326 př. n. l. byl podíl zlata průměrně 40 % až 41 %. V helénském období v mincích z élektra vydaných Kartáginci klesá podíl zlata. Ve východořímské říši se postupně snižovala čistota zlatých mincí a pro slitinu v těchto mincích se začal také užívat název élektrum.

## Vzhled
Barva élektra je bledě žlutá až nažloutle bílá. Ve starověku bylo élektrum popisováno jako „bílé zlato“, ale může být přesněji popisováno jako „světle zlaté“. V moderní terminologii se označení pro bílé zlato používá pro slitinu zlata s kombinací niklu, stříbra, palladia a platiny či s pouze jedním z těchto prvků.

## Historie
Élektrum je zmíněno v expedici vyslané faraónem Sahurem z 5. egyptské dynastie. Píše o něm také Plinius starší ve svém spisu Naturalis Historia.
Élektrum je možná třikrát zmíněno v Bibli (pokud je překlad Septuaginta ve slově חַשְׁמַל přesný). Ve všech třech případech jde o popisy záře ve vizích proroka Ezechiela (Ez, Kapitola 1 Verše 4 a 27; Kapitola 8 Verš 2). Slovo se také objevuje v sumerských textech, například ve Ztracené knize, když Enki řekne svému hlavnímu písaři (Edubsar) zapisovat vše co říká, je v textu zmiňován stylus electrum s krystalem na špičce, který zářil.
Élektrum bylo využíváno k ražbě mincí cca 600 př. n. l. v Lýdii za vlády Alyatta II.
Élektrum bylo pro ražbu mincí mnohem lepší než zlato, hlavně proto, že bylo tvrdší a odolnější, a také protože v té době nebyly rozšířené techniky rafinace zlata. Rozpory mezi obsahem zlata v élektru v novodobé západní Anatolii (70-90 %) proti mincím starověké Lýdie (45-55 %) naznačuje, že Lýdijci již vyřešili technologii rafinace pro přidání stříbra, a to několik desetiletí před zavedením čistě stříbrných mincí.
V Lýdii bylo élektrum raženo do 4,7-gramových mincí, každá v hodnotě 1/3 statéru. Tři mince (o souhrnné hmotnosti asi 14,1 gramu) činily jeden statér, odpovídají měsíčnímu platu vojáka. Kromě těchto vůči statéru třetinových mincí se dále razily i šestinové (2,35 g), dvanáctinové (1,18 g) atd. Existovaly dokonce šestadevadesátinové, vážící pouze kolem 0,15 gramu. Byly raženy i mince o naopak větší hodnotě než jeden statér.

## Hodnota mincí
Protože se různě měnilo složení elektrových mincí, je obtížné určit hodnotu mince. Rozšířené obchodování brzdil problém, jaké sazby dávali zahraniční obchodníci chudým lidem.
Tyto problémy byly odstraněny v roce 570 př. n. l. , kdy byly zavedeny čistě stříbrné mince. Élektrová měna byla běžně užívána do roku 350 př. n. l. Nejjednodušší způsob určení hodnoty bylo určení podílu zlata, tudíž jeden 14,1-gramový statér stál stejně jako 10 kusů 14,1-gramového stříbra.